# Cobordismo

Um cobordismo (W; M, N)

Em matemática, o cobordismo é uma relação de equivalência fundamental na classe de variedades compactas da mesma dimensão, configurada usando o conceito de fronteira (bord francês, dando cobordismo) de uma variedade. Duas variedades da mesma dimensão são cobordantes se a união disjunta for o limite de uma variedade compacta uma dimensão mais alta.
O limite de uma (n + 1)-variedade tridimensional W é uma variedade n-dimensional ∂W fechada, ou seja, com limite vazio. Em geral, uma variedade fechada não precisa ser um limite: a teoria do cobordismo é o estudo da diferença entre todas as variedades fechadas e aquelas que são limites. A teoria foi desenvolvida originalmente por René Thom para variedades suaves (ou seja, diferenciáveis), mas agora também existem versões para variedades topológicas e lineares por partes.
Um cobordismo entre as variedades M e N é uma variedade compacta W cujo limite é a união disjunta de M e N, {\displaystyle \partial W=M\sqcup N}.
Os cobordismos são estudados tanto pela relação de equivalência que eles geram quanto como objetos por si só. O cobordismo é uma relação de equivalência muito mais grossa que o difeomorfismo ou o homeomorfismo das variedades, e é significativamente mais fácil de estudar e calcular. Não é possível classificar variedades até difeomorfismo ou homeomorfismo em dimensões ≥ 4 - porque a palavra problema para grupos não pode ser resolvida - mas é possível classificar variedades até cobordismo. Cobordismos são objetos centrais de estudo em topologia geométrica e topologia algébrica. Na topologia geométrica, os cobordismos estão intimamente ligados à teoria de Morse, e os cobordismos h são fundamentais no estudo de variedades de alta dimensão, a saber, a teoria da cirurgia. Na topologia algébrica, as teorias de cobordismo são teorias de cohomologias extraordinárias fundamentais, e as categorias de cobordismos são os domínios das teorias topológicas de campos quânticos.

## Definição

### Variedades
Grosso modo, uma variedade n-dimensional {\displaystyle M} é um espaço topológico local (ou seja, próximo a cada ponto) homeomórfico a um subconjunto aberto do espaço euclidiano {\displaystyle \mathbb {R} ^{n}.}Um coletor com limite é semelhante, exceto que um ponto de {\displaystyle M} pode ter uma vizinhança que é homeomórfica a um subconjunto aberto do meio espaço
{\displaystyle \{(x_{1},\ldots ,x_{n})\in \mathbb {R} ^{n}\mid x_{n}\geqslant 0\}.}
Aqueles pontos sem uma vizinhança homeomórfica a um subconjunto aberto do espaço euclidiano são os pontos-limite de {\displaystyle M}; o limite de {\displaystyle M} é indicado por {\displaystyle \partial M}. Finalmente, variedade fechada é, por definição, um espaço compacto sem limite ({\displaystyle \partial M=\emptyset }.)

## Funções de Morse
Suponha que f é uma função Morse em uma (n + 1)-variedade múltipla e suponha que c seja um valor crítico com exatamente um ponto crítico em sua pré-imagem. Se o índice deste ponto crítico for p + 1, então o nível N definido: = f −1 (c + ε) é obtido de M := f −1 (c - ε) por uma cirurgia p. A imagem inversa W := f −1 ([c − ε, c + ε]) define um cobordismo (W ; M, N) que pode ser identificado com o traço desta cirurgia.

### Geometria e a conexão com a teoria de Morse e guidão
Dado um cobordismo (W; M, N), existe uma função suave f : W → [0, 1] tal que f −1 (0) = M, f −1 (1) = N. Pela posição geral, pode-se supor que f é Morse e tal que todos os pontos críticos ocorrem no interior de W. Nesse cenário, f é chamada função Morse em um cobordismo. O cobordismo (W; M, N) é uma união dos traços de uma sequência de cirurgias em M, uma para cada ponto crítico de f. A variedade W é obtida de M × [0, 1] anexando uma alça para cada ponto crítico de f.

O cobordismo tridimensional entre a esfera bidimensional e o toro bidimensional com N obtido de M por cirurgia em e W obtidos de M × I, conectando uma ansa unidimensional

O teorema de Morse/Smale afirma que, para uma função de Morse em um cobordismo, as linhas de fluxo de f' dão origem a uma apresentação de ansa do triplo (W; M, N). Por outro lado, dada a decomposição de um cobordismo, ele vem de uma função Morse adequada. Em um ambiente adequadamente normalizado, esse processo fornece uma correspondência entre decomposições de identificadores e funções de Morse em um cobordismo.

## História
O cobordismo teve suas raízes na tentativa (falha) de Henri Poincaré, em 1895, de definir a homologia puramente em termos de variedades (Dieudonné 1989, p. 289). Poincaré definiu simultaneamente a homologia e o cobordismo, que não são os mesmos em geral. Veja o cobordismo como uma teoria extraordinária da cohomologia para a relação entre bordismo e homologia.
O bordismo foi explicitamente introduzido por Lev Pontryagin no trabalho geométrico de variedades. Ele ganhou destaque quando René Thom mostrou que os grupos de cobordismo podiam ser computados por meio da teoria da homotopia, através da construção do complexo de Thom. A teoria do cobordismo tornou-se parte do aparato da extraordinária teoria da cohomologia, ao lado da teoria-K. Ele desempenhou um papel importante, historicamente falando, nos desenvolvimentos da topologia na década de 1950 e no início da década de 1960, em particular no teorema de Hirzebruch–Riemann–Roch e nas primeiras provas do teorema do índice Atiyah–Singer.
Na década de 1980, a categoria com variedades compactas como objetos e cobordismos entre elas como morfismos desempenhou um papel básico nos axiomas de Atiyah–Segal para a teoria topológica de campos quânticos, que é uma parte importante da topologia quântica.

## Aspectos categóricos
Os cobordismos são objetos de estudo por si só, além das classes de cobordismo. Os cobordismos formam uma categoria cujos objetos são variedades fechadas e cujos morfismos são cobordismos. Grosso modo, a composição é dada colando os cobordismos de ponta a ponta: a composição de (W; M, N ) e (W'; N, P) é definida pela colagem da extremidade direita da primeira à extremidade esquerda de o segundo, produzindo (W′N W; M, P). Um cobordismo é uma espécie de cospan:  M → W ← N.
Uma teoria topológica de campos quânticos é um functor monoidal de uma categoria de cobordismos a uma categoria de espaços vetoriais. Ou seja, é um functor cujo valor em uma união disjunta de variedades é equivalente ao produto tensorial de seus valores em cada variedade constituinte.
Em baixas dimensões, a questão do bordismo é relativamente trivial, mas a categoria de cobordismo não é. Por exemplo, o disco que delimita o círculo corresponde a uma operação com valor nulo, enquanto o cilindro corresponde a uma operação com 1 valor e o par de calças a uma operação binária.

## Cobordismo como uma extraordinária teoria da cohomologia
Toda teoria de fibrado vetorial (real, complexa etc.) tem uma teoria da cohomologia extraordinária chamada teoria-K. Da mesma forma, toda teoria do cobordismo ΩG tem uma teoria da cohomologia extraordinária, com grupos de homologia ("bordismo")  {\displaystyle \Omega _{n}^{G}(X)} e grupos de cohomologia ("cobordismo")  {\displaystyle \Omega _{G}^{n}(X)} para qualquer espaço X. Os grupos de homologia generalizada {\displaystyle \Omega _{*}^{G}(X)} são covariantes em X, e os grupos de cohomologia generalizada {\displaystyle \Omega _{G}^{*}(X)} são contravariáveis em X. Os grupos de cobordismo definidos acima são, deste ponto de vista, os grupos de homologia de um ponto: {\displaystyle \Omega _{n}^{G}=\Omega _{n}^{G}({\text{pt}})}. Então {\displaystyle \Omega _{n}^{G}(X)} é o grupo de classes de pares de bordos (M, f) com uma variedade n- dimensional fechada M (com estrutura G) e f : M → X um mapa. Tais pares (M, f), ( N, g ) são limitados se existir um cobordismo G (W; M, N) com um mapa h : W → X, que se restringe a f em M e g em N.
Uma variedade n-dimensional M tem uma classe de homologia fundamental [M] ∈ Hn (M) (com coeficientes em {\displaystyle \mathbb {Z} /2} em geral, e em {\displaystyle \mathbb {Z} } no caso orientado), definindo uma transformação natural
{\displaystyle {\begin{cases}\Omega _{n}^{G}(X)\to H_{n}(X)\\(M,f)\mapsto f_{*}[M]\end{cases}}}
que está longe de ser um isomorfismo em geral.
As teorias de bordismo e cobordismo de um espaço satisfazem os axiomas de Eilenberg-Steenrod, além do axioma da dimensão. Isso não significa que os grupos {\displaystyle \Omega _{G}^{n}(X)} podem ser efetivamente calculados quando se conhece a teoria do cobordismo de um ponto e a homologia do espaço X, embora a sequência espectral Atiyah–Hirzebruch dê um ponto de partida para os cálculos. A computação só é fácil se a teoria do cobordismo em particular se reduzir a um produto das teorias comuns de homologia; nesse caso, os grupos de bordismo são os grupos de homologia comuns
{\displaystyle \Omega _{n}^{G}(X)=\sum _{p+q=n}H_{p}(X;\Omega _{q}^{G}({\text{pt}})).}
Isso é verdade para cobordismo não orientado. Outras teorias de cobordismo não se reduzem à homologia comum dessa maneira, notadamente cobordismo enquadrado, cobordismo orientado e cobordismo complexo. A teoria do sobrenome em particular é muito usada pelos topologistas algébricos como uma ferramenta computacional (por exemplo, para os grupos de esferas de homotopia).
As teorias de cobordismo são representadas pelo espectro de Thom MG: dado um grupo G, o espectro de Thom é composto dos espaços de Thom MGn dos fibrados vetoriais padrão sobre os espaços de classificação BGn. Observe que, mesmo para grupos semelhantes, os espectros de Thom podem ser muito diferentes: MSO e MO são muito diferentes, refletindo a diferença entre cobordismo orientado e não orientado.
Do ponto de vista dos espectros, o cobordismo não orientado é um produto do espectro de Eilenberg–MacLane – MO = H(π∗(MO)) – enquanto o cobordismo orientado é um produto do espectro de Eilenberg – MacLane racionalmente e em 2, mas não em números primos ímpares: o espectro de cobordismo orientado MSO é bastante mais complicado que MO.